# GTPaze
GTPaze su velika familija enzima hidrolaza koji mogu da se vežu i hidrolizuju guanozin trifosfat (GTP). GTP vezivanje i hidroliza se odvijaju u visoko konzerviranom G domenu zajedničkom za sve GTPaze.

## Funkcije
GTPaze imaju važnu ulogu u: 
- Prenos signala u intracelularnom domenu transmembranskih receptora, u šta se ubraja prepoznavanje ukusa, mirisa i svetlosti.
- Biosinteza proteina (aka translacija) u ribozomima.
- Kontrola i diferencijacija tokom ćelijska deobe.
- Translokacija proteina kroz membrane.
- Transport Vezikula unutar ćelije. (GTPaze kontrolišu formiranje omotača vezikula).

## Mehanizam
Hidroliza GTP γ fosfata guanozin-difosfat (GDP) i , neorganski fosfat, se odvija  mehanizmom (nukleofilnom supstitucijom) putem pentavalentnog intermedijarnog stanja, i zavisna je od magnezijumovih jona.

## Glavni motivi
Kod većine GTPaza, specifičnost za bazu guanin je data motivom za prepoznavanje baze, koji ima konsenzus sekvencu .

## Literatura
- Nicholas C. Price; Lewis Stevens (1999). Fundamentals of Enzymology: The Cell and Molecular Biology of Catalytic Proteins (Third изд.). USA: Oxford University Press. ISBN 019850229X.
- Eric J. Toone (2006). Advances in Enzymology and Related Areas of Molecular Biology, Protein Evolution (Volume 75 изд.). Wiley-Interscience. ISBN 0471205036.
- Branden C; Tooze J. Introduction to Protein Structure. New York, NY: Garland Publishing. ISBN 0-8153-2305-0.
- Irwin H. Segel. Enzyme Kinetics: Behavior and Analysis of Rapid Equilibrium and Steady-State Enzyme Systems (Book 44 изд.). Wiley Classics Library. ISBN 0471303097.

1. ↑  Scheffzek K, Ahmadian MR (2005). „GTPase activating proteins: structural and functional insights 18 years after discovery”. Cellular and Molecular Life Sciences : CMLS. 62 (24): 3014—38. PMID 16314935. doi:10.1007/s00018-005-5136-x.
2. ↑  Leipe D.D., Wolf Y.I., Koonin E.V., and Aravind, L. (2002). „Classification and evolution of P-loop GTPases and related ATPases”. J Mol Bio. 317 (1): 41—72. PMID 11916378. doi:10.1006/jmbi.2001.5378.

## Spoljašnje veze
- GTPase на 